# Lucio Estertinio Nórico
Lucio Estertinio Nórico (en latín: Lucius Stertinius Noricus) fue un senador romano que vivió entre el último cuarto del siglo I y el primer cuarto del siglo II, y desarrolló su cursus honorum bajo los imperios de Domiciano, Nerva, Trajano y Adriano.

## Orígenes familiares
Era hijo de Lucio Estertinio Avito, consul suffectus en el año 92, bajo Domiciano, y hermano menor de Publio Estertinio Cuarto, consul suffectus en el año 112, bajo Trajano. Su cognomen, Nórico, se debe a que nació en la provincia Nórico, en la que su padre era gobernador.

## Carrera política
Sus únicos cargos conocidos fueron: el de consul suffectus en el año 113 junto con Lucio Fadio Rufino, bajo Trajano, desempeñando este honor entre mayo y agosto, y el de gobernador proconsular de África, desempeñado entre los años 127-128.

## Familia
Tuvo una hija llamada Estertinia Rufina, quien se casó con Décimo Fonteyo Frontón, cónsul sufecto en el año 156, y junto con el, fue madre de Décimo Fonteyo Frontoniano Lucio Estertinio Rufino, cónsul sufecto en el año 162.